# میگوماهیان
میگوماهیان (Centriscidae) نام یکی از خانواده‌های ماهیان است.